# Ostpreußisches Provinzialmuseum
Das Ostpreußische Provinzialmuseum war im West-, Ost- und Südflügel des Königsberger Schlosses untergebracht. Es beherbergte die Sammlungen der Provinz Ostpreußen und der Stadt  Königsberg i. Pr.
Das Provinzialmuseum war wie das Prussia-Museum zunächst im Besitz der Altertumsgesellschaft Prussia. 1925 wurde es von der Provinzialverwaltung Ostpreußen mit dem Ziel übernommen, die kulturelle Entwicklungsgeschichte der Provinz darzustellen. Dem Museum angeschlossen war die städtische Kunstsammlung der Stadt, ergänzt durch die Gemäldegalerie des Königsberger Kunstvereins (gegr. 1831) und des Kunstgewerbemuseums der Kunst- und Gewerkschule  bzw. der Kunstakademie Königsberg.